# Eckehardt Knöpfel
Eckehardt Knöpfel (* 11. März 1946 in Neumühle/Elster) ist ein deutscher Pädagoge, Autor und Publizist. Von 1995 bis 2003 war er Vorsitzender im Verband der Pädagogiklehrerinnen und Pädagogiklehrer (Wesel). Neben seiner beruflichen Tätigkeit als Lehrer am Gymnasium schrieb und publizierte er zahlreiche Bücher und Aufsätze zur Pädagogik, Schulbuchliteratur (Pädagogik, Didaktik) und Bildungspolitik in Deutschland. Mit seinen umfangreichen Veröffentlichungen, seiner langjährigen Verbandsarbeit und Publikationstätigkeit für verschiedene Verlage gilt Knöpfel als profunder Kenner und ideenreicher Anreger der Didaktikdiskussion in der Pädagogik.

## Biografie
Nach der Flucht aus der DDR wohnte er mit seiner Familie in Franken. Abitur machte er 1966 am Hans-Sachs-Gymnasium Nürnberg. Von 1966 bis 1972 studierte er Evangelische Theologie, Pädagogik und Germanistik an der Friedrich-Alexander-Universität Erlangen, der Rheinischen Friedrich-Wilhelms-Universität Bonn und der Universität Duisburg-Essen. 1971 promovierte er bei Walter Kreck zum Magister der Theologie (Mag. theol.) und 2013 bei Armin Bernhard zum Doktor der Philosophie über Erich E. Geisslers integrativ-edukative Fachdidaktik des Pädagogikunterrichts.
E. Knöpfel wohnt in Wesel. Er ist der Sohn von Horst Bernhard Knöpfel.

## Beruflicher Werdegang
Knöpfels berufliche Laufbahn begann nach dem Referendariat am Studienseminar (1973–1974) in Duisburg 1974 am Gymnasium der Stadt Voerde/Niederrhein als Lehrer. 1978 wurde er Fachleiter für Erziehungswissenschaft am Studienseminar Sekundarstufe II Oberhausen. Ab 1982 war er Fachberater bei der Bezirksregierung Düsseldorf. Zudem erhielt er Lehraufträge für Didaktik an den Universitäten Duisburg-Essen und Potsdam.
2014 wird Knöpfel zusammen mit Elmar Wortmann und 2016 mit Carsten Püttmann Herausgeber der Buchreihe „Didactica Nova“, die fachdidaktische und fachmethodische Probleme des Pädagogikunterrichts bearbeitet. Kurz darauf wurde er auch Herausgeber der Schulbuchreihe „Propädix“ mit Unterrichtsmaterialien für die pädagogische Fächergruppe an allgemein- und berufsbildenden Schulen. Redaktionsmitglied der Zeitschrift PädagogikUNTERRICHT, des Verbandes der Pädagogiklehrerinnen und Pädagogiklehrer (VdP) wurde er 1991.

## Schulpolitische und fachdidaktische Akzente
Von 1995 bis 2003 war Eckehardt Knöpfel Vorsitzender des Verbandes der Pädagogiklehrerinnen und Pädagogiklehrer. Während dieser Zeit intensivierte er sein Engagement für Bildungspolitik und Fachdidaktik. 1990 begründete er die Pädagogiklehrertage (PLT), bei denen weit über das Unterrichtsfach Pädagogik hinaus zentrale fach- und schulpädagogische sowie bildungspolitische Problemstellungen bearbeitet werden. Sie finden jährlich an einer Universität und mit einem herausragenden Wissenschaftler statt.
2014 wurde Knöpfel schließlich Ehrenvorsitzender des VdP und ab 2004 Geschäftsführer des Verbandes. „Kaum jemand hat sich so engagiert und vielseitig für den Pädagogikunterricht eingesetzt (...) Als Vorsitzender des Verbandes der Pädagogiklehrerinnen und Pädagogiklehrer hat er lange Zeit Akzente gesetzt und entscheidende Weichen gestellt (...) hat Schulbücher und Schulbuchreihen entwickelt; andere Reihen hat er initiiert, indem er Autorenteams organisierte und so die Entstehung der Bücher erst möglich machte.“
Knöpfels fachdidaktische Position wurde entscheidend durch das Zusammentreffen mit Klaus Beyer geprägt. Beyer leitete das Fachseminar Pädagogik am Studienseminar Duisburg, dem Knöpfel zugewiesen wurde. In der Auseinandersetzung mit den Referendaren entstanden die ersten Vorarbeiten Beyers, aus denen seine fachdidaktische Position erwuchs. Als denn 1997 die Reihe "Didactica Nova" von Knöpfel begründet und herausgegeben wurde, gehörten die dreibändige Fachdidaktik Beyers zu deren ersten Bänden (Band 2,3 und 4). Überzeugend war vor allem ein konstruktiver, unterrichtlich umzusetzender Erziehungsbegriff, der auf Vorarbeiten von Brezenika beruhte. Auch die Kompatibilität mit anderen zentralen Begriffen des Pädagogikunterrichts wie Lernen oder Entwicklung ließ Knöpfel eine Weiterarbeit in Studienseminar und Universität ratsam erscheinen. Dass Beyers bildungstheoretisch begründete Fachdidaktik einen kaum elaborierten Bildungsbegriff besaß, störte zunächst wenig, weil auch die currularen Vorgaben für den Pädagogikunterricht in Nordrhein-Westfalen sich deutlich auf den Erziehungsbegriff fixierten.
Erst die Auseinandersetzung Knöpfels mit E.E.Geisslers Fachdidaktik Pädagogik machte dieses Defizit deutlich. Allerdings fehlt in Geisslers Fachdidaktik eine umfassende Beschreibung des Begriffs Erziehung. Sowohl Beyers als auch Geisslers bildungstheoretisch begründetes Didaktikmodell sind daher einseitig, weil sie zunächst nur den Erziehungsbegriff (Beyer) bzw. den Bildungsbegriff (Geissler) in den Mittelpunkt stellen und von da aus ihr System konstruieren. Beyer hat im Zuge der fachdidaktischen Debatte des frühen 21. Jahrhunderts (z. B. E. Wortmann: "Pädagogische Perspektive") sein Konzept deutlich erweitert und dem Bildungsbegriff schriftlich den Rang zugebilligt, den er unausgesprochen in seiner Fachdidaktik immer schon hatte.
In Knöpfels fachdidaktischen Veröffentlichungen werden nun Beyers pragmatischer Ansatz mit dem bildungsfinalisierenden von Geisser verknüpft. Erziehung und Bildung werden dadurch zu den fundamentalen Begriffen des Pädagogikunterrichts. Artbildendes Merkmal wird die dadurch entstehende Duplizität des Bildungsbegriffs: Einmal als zentraler Inhalt des Pädagogikunterrichts und zum anderen die Förderung der Bildungsentwicklung, die vor allen anderen Fächern dem Pädagogikunterricht übertragen wird.

## Publikationen

### Als Autor (Auswahl)
- Christen leben miteinander (= Anregungen. Arbeitshefte für den Religionsunterricht in Schule und Gemeinde. Heft 1). R. Brockhaus Verlag, Wuppertal 1979, ISBN 3-417-26751-X.
- Der Islam – Herausforderung für die Christen (= Anregungen. Arbeitshefte für den Religionsunterricht in Schule und Gemeinde. Heft 4). R. Brockhaus Verlag, Wuppertal 1981, ISBN 3-417-26754-4.
- Werkbuch Frieden. Christliche Stellungnahmen zum Thema Frieden. Eine Dokumentation. R. Brockhaus Verlag, Wuppertal 1983, ISBN 3-417-12854-4.
- Friedrich Gerlach, Eckehardt Knöpfel: Die Schöpfung bewahren (= Anregungen. Arbeitshefte für den Religionsunterricht in Schule und Gemeinde. Heft 5). R. Brockhaus Verlag, Wuppertal 1985, ISBN 3-417-26752-8.
- Frank Becker, Eckehardt Knöpfel: Die Botschaft des Regenbogens. Impulse für eine ökologische Gemeindearbeit. Aussaat Verlag, Neukirchen/Vluyn 1985, ISBN 3-7615-3259-8.
- B. Sander, E. Knöpfel: Wer bin ich und wer bist du? Sozialpädagogik/Sozialwesen 7/8 und 9/10. Ein modernes Lern- und Arbeitsbuch. Braunschweig 1998 und 2000, Band 1, ISBN 3-8045-3081-8, Band 2, ISBN 3-14-453082-4.
- K. Beyer, E. Knöpfel, C. Storck: Pädagogische Kompetenz: Die Basiskompetenz im 21. Jahrhundert. mit einem Vorwort von Frau Prof. Dr. Rita Süssmuth, Hohengehren 2002, ISBN 3-89676-620-1.
- E. E. Geißlers integrative-edukative Fachdidaktik des Pädagogikunterrichts. Teil 2, Darstellung – Kritik – Einordnung (Didactica Nova, Band 21), Schneider-Verlag, Hohengehren 2013, ISBN 978-3-8340-1220-3.
- Zusammen mit E. Groß: Psychosoziale Probleme der Erziehung. Aggressivität und Vorurteil. Düsseldorf 1978, ISBN 3-513-54414-6.
- K. Beyer, E. Knöpfel, A. Pfennings (Hrsg.): Einführung in pädagogisches Denken und Handeln. sechs Bände, Paderborn 1984ff
- K. Beyer, E. Knöpfel, A. Pfennings: Erziehungspraxis konkret: Anlässe – Beispiele – Folgen. Paderborn 1987

### Als Herausgeber (Auswahl)
- Eckehardt Knöpfel: Christen leben miteinander (= Anregungen. Arbeitshefte für den Religionsunterricht in Schule und Gemeinde. Heft 1). R. Brockhaus Verlag, Wuppertal 1979, ISBN 3-417-26751-X.
- Klaus Schilbach: Christen leben in der Welt (= Anregungen. Arbeitshefte für den Religionsunterricht in Schule und Gemeinde. Heft 2). R. Brockhaus Verlag, Wuppertal 1979, ISBN 3-417-26752-8.
- Manfred Fermor: Christen in der Verfolgung (= Anregungen. Arbeitshefte für den Religionsunterricht in Schule und Gemeinde. Heft 3). R. Brockhaus Verlag, Wuppertal 1979, ISBN 3-417-26753-6.
- Der Islam – Herausforderung für die Christen (= Anregungen. Arbeitshefte für den Religionsunterricht in Schule und Gemeinde. Heft 4). R. Brockhaus Verlag, Wuppertal 1981, ISBN 3-417-26754-4.
- Friedrich Gerlach, Eckehardt Knöpfel: Die Schöpfung bewahren (= Anregungen. Arbeitshefte für den Religionsunterricht in Schule und Gemeinde. Heft 5). R. Brockhaus Verlag, Wuppertal 1985, ISBN 3-417-26752-8.
- Wolfgang Thiem: Einführung in das Studium der Pädagogik als Unterrichtsfach (= Didactica Nova. Band 1). Schneider-Verlag, Hohengehren 1997, ISBN 3-89676-001-7.
- Klaus Beyer: Handlungspropädeutischer Pädagogikunterricht. Eine Fachdidaktik auf allgemeindidaktischer Grundlage. Teil I: Aufgaben – Prinzipien und Lernziele (= Didactica Nova. Band 2). Schneider-Verlag, Hohengehren 1997, ISBN 3-89676-002-5.
- Klaus Beyer: Handlungspropädeutischer Pädagogikunterricht. Eine Fachdidaktik auf allgemeindidaktischer Grundlage. Teil II, Inhalte – Arbeitsformen – Sozialformen (Didactica Nova, Band 3), Schneider-Verlag, Hohengehren 1997, ISBN 3-89676-003-3.
- Klaus Beyer: Handlungspropädeutischer Pädagogikunterricht. Eine Fachdidaktik auf allgemeindidaktischer Grundlage. Teil III, Unterrichtsgespräche – Hausaufgaben – Überprüfung des Lernerfolgs – PU auf der SI – PU-spezifische Probleme (Didactica Nova, Band 4), Schneider-Verlag, Hohengehren 1998, ISBN 3-89676-044-0.
- St. Rogal: Schul-Spuren. Möglichkeiten Biographischen Lernens im Pädagogikunterricht (= Didactica Nova. Band 5). Schneider-Verlag, Hohengehren 1999, ISBN 3-89676-141-2.
- Jürgen Langefeld, Birgit Rauch (Hrsg.): 20 Jahre VdP – Pädagogikunterricht – ein notwendiger Beitrag zur Schulentwicklung (= Didactica Nova. Band 6). Schneider-Verlag, Hohengehren 1999, ISBN 3-89676-142-0.
- Alfred Holzbrecher (Hrsg.): Dem Fremden auf der Spur. Interkulturelles Lernen im Pädagogikunterricht (= Didactica Nova. Band 7). Schneider-Verlag, Hohengehren 1999, ISBN 3-89676-207-9.
- Klaus Beyer (Hrsg.): Grundlagen der Fachdidaktik Pädagogik. Studientexte zum fachdidaktischen Anteil der Lehrerbildung im Fach Pädagogik (= Didactica Nova. Band 8). Schneider-Verlag, Hohengehren 2000, ISBN 3-89676-311-3.
- Gunter Gesper, Uta Lehmann, Claudia Antonia Remmert, Wolfgang Thiem (Hrsg.): Methoden im Pädagogikunterricht. Gemeinsames Werkzeug von Lehrern und Schülern (= Didactica Nova. Band 9). Schneider-Verlag, Hohengehren 2001, ISBN 3-89676-397-0.
- Hermann Krüssel: Pädagogikunterricht neu sehen. Grundlagen einer reflexiven Fachdidaktik, Pädagogik für den berufsbildenden Bereich (= Didactica Nova. Band 10). Schneider-Verlag, Hohengehren 2003, ISBN 3-89676-621-X.
- Klaus Beyer: Planungshilfen für den Pädagogikunterricht – 45 Rahmenreihen. Teil 1: Pädagogische Grundlegung – Förderung des Lernens (Didactica Nova, Band 11), Schneider-Verlag, Hohengehren 2003, ISBN 3-89676-672-4.
- Klaus Beyer: Planungshilfen für den Pädagogikunterricht – 45 Rahmenreihen. Teil 2: Förderung der Entwicklung: Entwicklungsmodelle, Entwicklungsdimensionen (Didactica Nova, Band 12), Schneider-Verlag, Hohengehren 2004, ISBN 3-8340-0249-6.
- Klaus Beyer: Planungshilfen für den Pädagogikunterricht – 45 Rahmenreihen. Teil 3: Förderung der Sozialisation – Zentrale pädagogische Probleme (Didactica Nova, Band 13), Schneider-Verlag, Hohengehren 2004, ISBN 3-89676-884-0.
- Georg Gutheil, Peter Opora (Hrsg.): 25 Jahre VdP – Perspektiven des Pädagogikunterrichts. Beiträge zur schulpolitischen, didaktischen und methodischen Zukunft des Fachs in einer sich wandelnden Schullandschaft (= Didactica Nova. Band 14). Schneider-Verlag, Hohengehren 2004, ISBN 3-89676-885-9.
- Bettina Menn: Pädagogikunterricht in der Sekundarstufe I (Didactica Nova Band 15), Schneider-Verlag, Hohengehren 2005, ISBN 3-89676-999-5 Storck, Christoph / Wortmann, Elmar (Hrsg.): 40 Ideen für den Pädagogikunterricht (Didactica Nova, Band 16), Schneider-Verlag, Hohengehren 2005, ISBN 3-8340-0310-7.
- Jörn Schützenmeister: Zeitgemäße pädagogische Bildung. Beiträge zur Entwicklung und zum Studium der Fachdidaktik Pädagogik (= Didactica Nova. Band 17). Schneider-Verlag, Hohengehren 2009, ISBN 978-3-8340-0610-3.
- Kirsten Bubenzer: Schulfach Pädagogik – Formale Gleichheit, diskrete Differenzierung? Entwicklung und aktuelle Situation in der gymnasialen Oberstufe (= Didactica Nova. Band 18). Schneider-Verlag, Hohengehren 2010, ISBN 978-3-8340-0759-9.
- Klaus Beyer: Pragmatische Fachdidaktik Pädagogik. Zehn zusammenhängende Studien (= Didactica Nova. Band 19). Schneider-Verlag, Hohengehren 2012, ISBN 978-3-8340-1067-4.
- Bettina Menn: Pädagogikunterricht in der Sekundarstufe I (= Didactica Nova. Band 20). Schneider-Verlag, Hohengehren 2005
- E. E. Geißlers integrative-edukative Fachdidaktik des Pädagogikunterrichts. Teil 2: Darstellung – Kritik – Einordnung (Didactica Nova, Band 21), Schneider-Verlag, Hohengehren 2013, ISBN 978-3-8340-1220-3.
- Rainer Bolle und Jörn Schützenmeister (Hrsg.): Die pädagogische Perspektive. Anstöße zur Bestimmung pädagogischer Bildung und zur Profilierung des Pädagogikunterrichts (= Didactica Nova. Band 22). 2. Auflage, Schneider-Verlag, Hohengehren 2017, ISBN 978-3-8340-1376-7.
- Karl-Heinz Dammer und Elmar Wortmann: Mündigkeit. Didaktische, bildungstheoretische und politische Überlegungen zu einem schwierigen Begriff (= Didactica Nova. Band 23). Schneider-Verlag, Hohengehren 2014, ISBN 978-3-8340-1366-8.
- Volker Ladenthin und Jörn Schützenmeister: Rousseau als Klassiker für die pädagogische Bildung. Ein Lehrbuch für den Pädagogikunterricht und für das pädagogische Studium (= Didactica Nova. Band 24). Schneider-Verlag, Hohengehren 2015, ISBN 978-3-8340-1446-7.
- Carsten Püttmann: Bildungstheorie und Schulwirklichkeit. Arbeiten zur Theorie und Praxis pädagogischer Bildung im allgemein- und berufsbildenden Schulwesen (= Didactica Nova. Band 25). Schneider-Verlag, Hohengehren 2016, ISBN 978-3-8340-1659-1.
- mit Klaus Beyer und Elmar Wortmann: Fachdidaktik Pädagogik. Aktuelle Konzepte – Positionen – Kontroversen (= Didactica Nova. Band 26). Schneider-Verlag, Hohengehren 2018, ISBN 978-3-8340-1862-5.
- Carsten Püttmann: Erziehung. Konzepte und Unterrichtsbeispiele zur Einführung in einen pädagogischen Grundbegriff (= Didactica Nova. Band 27). Schneider-Verlag, Hohengehren 2018, ISBN 978-3-8340-1868-7.
- Volker Ladenthin: Pädagogik unterrichten (= Didactica Nova. Band 28). Schneider-Verlag, Hohengehren 2018, ISBN 978-3-8340-1896-0.

### Aufsätze (Auswahl)
- Geliebt und geschlagen, umworben und verwünscht. Kindsein 1988 in der Bundesrepublik Deutschland. In: Unterwegs. Heft 3, 1988.
- Zwischen Religions- und Pädagogikunterricht: LER. Ein Lernbereich mit Zukunft? In: Schule und Kirche. Düsseldorf 1996, Heft 2, S. 2–7.
- Pädagogikunterricht – Stiefkind der Erziehungswissenschaft? In: Erziehungswissenschaft. 10. Jg., Heft 19, 1999, S. 5–10.
- Zum Problem der Fachlichkeit im Unterrichtsfach Erziehungswissenschaft. Pädagogik – Anmerkungen zur Pädagogiklehrerausbildung. In: E. Knöpfel, J. Langefeld, B. Rauch: Pädagogikunterricht – ein notwendiger Beitrag zur Schulentwicklung (= Didactica Nova. Band 6). Schneider-Verlag, Hohengehren 1999, ISBN 3-89676-142-0, S. 225–231.
- Pädagogikunterricht als Antwort auf die Herausforderungen der Postmoderne. In: K. Beyer: Grundlagen der Fachdidaktik Pädagogik. Studientexte zum fachdidaktischen Anteil der Lehrerbildung im Fach Pädagogik (= Didactica Nova. Band 8). Schneider-Verlag, Hohengehren 2000, ISBN 3-89676-311-3, S. 54–57.
- Lernziel Humankompetenz: Pädagogikunterricht in der Sekundarstufe I. In: ZfP. 47. Jahrgang, Nr. 3, 2001, S. 329–342.
- Die Klangbildmethode: Texte zum Klingen bringen. In: Gunter Gesper, Uta Lehmann, Claudia Antonia Remmert, Wolfgang Thiem (Hrsg.): Methoden im Pädagogikunterricht. Gemeinsames Werkzeug von Lehrern und Schülern (= Didactica Nova. Band 9). Schneider-Verlag, Hohengehren 2001, ISBN 3-89676-397-0, S. 209–214.
- Edwin Stillers Konzept einer „Dialogischen Didaktik“ – Dialogorientierung im Pädagogikunterricht. In: Jörn Schützenmeister: Zeitgemäße pädagogische Bildung. Beiträge zur Entwicklung und zum Studium der Fachdidaktik Pädagogik. (= Didactica Nova. Band 17). Schneider-Verlag, Hohengehren 2009, ISBN 978-3-8340-0610-3, S. 184–200.
- Pädagogik – das Bildungsfach. Bildungsfinalität als didaktische Kategorie. In: Rainer Bolle, Jörn Schützenmeister (Hrsg.): Die pädagogische Perspektive. Anstöße zur Bestimmung pädagogischer Bildung und zur Profilierung des Pädagogikunterrichts (= Didactica Nova. Band 22). 2. Auflage, Schneider-Verlag, Hohengehren 2017, ISBN 978-3-8340-1376-7, S. 229–234.
- Zur Dialektik von Bildungstheorie und Bildungsbiographie. In: Eckehardt Knöpfel, Carsten Püttmann (Hrsg.): Bildungstheorie und Schulwirklichkeit. Arbeiten zur Theorie und Praxis pädagogischer Bildung im allgemein- und berufsbildenden Schulwesen (= Didactica Nova. Band 25). Schneider-Verlag, Hohengehren 2016, ISBN 978-3-8340-1659-1, S. 156–174.
- Der Erziehungsbergriff im Kontext der Fachdidaktik E. E. Geisslers. In: Carsten Püttmann (Hrsg.): Erziehung. Konzepte und Unterrichtsbeispiele zur Einführung in einen pädagogischen Grundbegriff (= Didactica Nova. Band 27). Schneider-Verlag, Hohengehren 2018, ISBN 978-3-8340-1868-7, S. 146–156.
- Der Bildungsbergriff in Geisslers Fachdidaktik – Darstellung und Anfragen. In: Carsten Püttmann (Hrsg.): Bildung. Konzepte und Unterrichtsbeispiele zur Einführung in einen pädagogischen Grundbegriff (= Didactica Nova. Band 29). Schneider-Verlag, Hohengehren 2019, ISBN 978-3-8340-1968-4, S. 237–247.
- Zwischen Distanz und Nähe: Wie die Fachdidaktik Pädagogik mit psychologischen Inhalten umgeht. Versuch einer Verhältnisbestimmung, In: Katharina Gather (Hrsg.): Interdisziplinarität als fachdidaktische Herausforderung. Psychologie im Schulfach Erziehungswissenschaft (= Didactica Nova. Band 31). Schneider-Verlag, Hohengehren 2021, ISBN 978-3-8340-2156-4, S. 62–75